# Нидерланды на летних Олимпийских играх 1900
Нидерланды впервые участвовали на летних Олимпийских играх 1900 и были представлены 29 спортсменами в шести видах спорта. Страна заняла 18-е место в общекомандном медальном зачёте.

## Медалисты

### Серебро
| Серебро |                                                                                   |                                            |
| №       | Спортсмены                                                                        | Вид спорта (дисциплина)                    |
| 1       | Герхард Лотси, Пауль Лотси, Йоханнес Тервогт, Конрад Хибендааль, Германус Брокман | Академическая гребля (четвёрки с рулевыми) |

### Бронза
| Бронза | |                                             |
| №      | Спортсмены | Вид спорта (дисциплина)                     |
| 1      | Франсуа Брандт, Йоханнес ван Дейк, Релоф Кляйн, Руурд Леегстра, Вальтер Миддельберг, Хендрик Офферхаус, Вальтер Тейссен, Хенрикус Тромп, Германус Брокман | Академическая гребля (восьмёрки)            |
| 2      | Йоханнес Дрост | Плавание (200 метров на спине)              |
| 3      | Герардус ван Хан, Хенрик Силлем, Антониус Боувенс, Солко ван дер Берг, Антони Свейс                                                                       | Стрельба (пистолет среди команд, 50 метров) |

## Результаты соревнований

### Академическая гребля
Курсивом показаны рулевые.

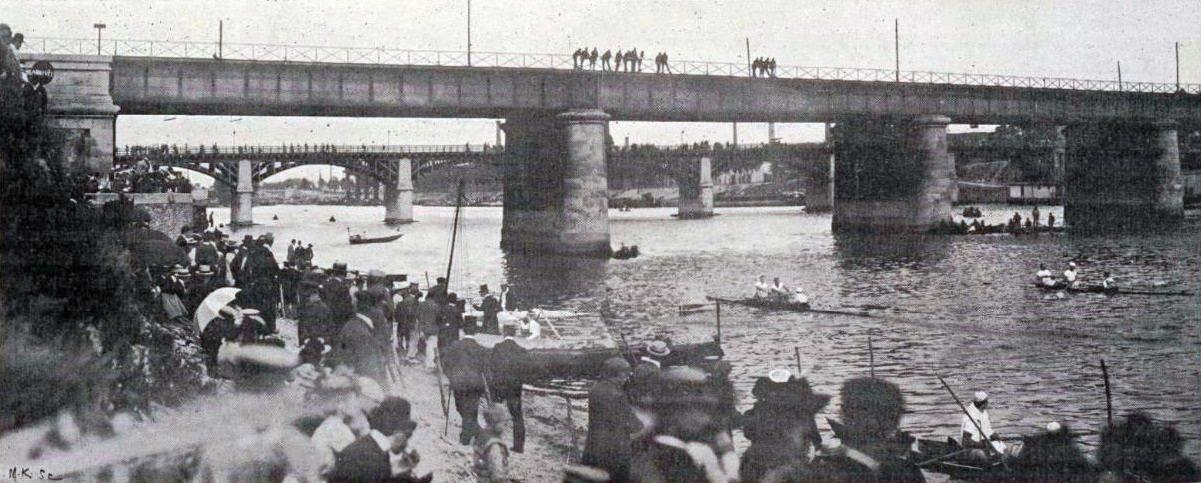
Финал соревнований среди двоек с рулевыми

Результат в двойках с рулевыми причисляется смешанной команде из-за участия французского спортсмена в одной из гонок.
| Соревнование        | Спортсмены | Полуфинал | Полуфинал | Финал     | Финал |
| Соревнование        | Спортсмены | Результат | Место     | Результат | Место |
| ------------------- | --- | --------- | --------- | --------- | ----- |
| Двойки с рулевыми   | Франсуа Брандт (NED), Релоф Кляйн (NED), Германус Брокман (NED) (рулевой в полуфинале), неизвестный рулевой (FRA) (в финале)                              | 6:56,0    | 2         | 6:33,4    | 1     |
| Четвёрки с рулевыми | Герхард Лотси, Пауль Лотси, Йоханнес Тервогт, Конрад Хибендааль, Германус Брокман                                                                         | 6:02,0    | 1         | 6:03,0    | 2     |
| Восьмёрки           | Франсуа Брандт, Йоханнес ван Дейк, Релоф Кляйн, Руурд Леегстра, Вальтер Миддельберг, Хендрик Офферхаус, Вальтер Тейссен, Хенрикус Тромп, Германус Брокман | 4:59,2    | 1         | 6:23,0    | 3     |

### Парусный спорт
| Соревнование   | Спортсмены                                                | Яхта     | Результат | Место |
| -------------- | --------------------------------------------------------- | -------- | --------- | ----- |
| 3-10 тонн      | Кристоффель Хойкас, Хенрикус Смулдерс, Ари ван дер Велден | Mascotte | 4:46:36   | 4     |
| Открытый класс | Кристоффель Хойкас, Хенрикус Смулдерс, Ари ван дер Велден | Mascotte | DNF       | —     |

### Плавание
| Соревнование               | Спортсмен       | Полуфинал | Полуфинал | Финал     | Финал     |
| Соревнование               | Спортсмен       | Результат | Место     | Результат | Место     |
| -------------------------- | --------------- | --------- | --------- | --------- | --------- |
| 200 метров вольным стилем  | Герман де Бий   | 3:10,4    | 2         | не прошёл | не прошёл |
| 4000 метров вольным стилем | Эдуард Мейер    | 1:17:55,4 | 2         | 1:16:37,2 | 5         |
| 200 метров на спине        | Йоханнес Дрост  | 3:10,2    | 2         | 3:01,0    | 3         |
| 200 метров на спине        | Йоханнес Блёмен | 3:09,2    | 1         | 3:02,2    | 4         |

### Стрельба
| Соревнование                        | Спортсмены                                                                           | Финал     | Финал |
| Соревнование                        | Спортсмены                                                                           | Результат | Место |
| ----------------------------------- | ------------------------------------------------------------------------------------ | --------- | ----- |
| Пистолет, 50 метров                 | Герардус ван Хан                                                                     | 437       | 6     |
| Пистолет, 50 метров                 | Хенрик Силлем                                                                        | 408       | 12    |
| Пистолет, 50 метров                 | Антониус Боувенс                                                                     | 390       | 15    |
| Пистолет, 50 метров                 | Солко ван дер Берг                                                                   | 331       | 18    |
| Пистолет, 50 метров                 | Антони Свейс                                                                         | 310       | 20    |
| Пистолет среди команд, 50 метров    | Герардус ван Хан, Хенрик Силлем, Антониус Боувенс, Солко ван дер Берг, Антони Свейс  | 1876      | 3     |
| Винтовка стоя, 300 метров           | Маркус Равенсваей                                                                    | 272       | 14    |
| Винтовка стоя, 300 метров           | Эйлке Вюрман                                                                         | 261       | 22    |
| Винтовка стоя, 300 метров           | Хенрик Силлем                                                                        | 249       | 25    |
| Винтовка стоя, 300 метров           | Солко ван дер Берг                                                                   | 239       | 26    |
| Винтовка стоя, 300 метров           | Антониус Боувенс                                                                     | 238       | 28    |
| Винтовка с колена, 300 метров       | Маркус Равенсваей                                                                    | 306       | 5     |
| Винтовка с колена, 300 метров       | Эйлке Вюрман                                                                         | 303       | 6     |
| Винтовка с колена, 300 метров       | Антониус Боувенс                                                                     | 296       | 11    |
| Винтовка с колена, 300 метров       | Хенрик Силлем                                                                        | 281       | 19    |
| Винтовка с колена, 300 метров       | Солко ван дер Берг                                                                   | 274       | 20    |
| Винтовка лёжа, 300 метров           | Хенрик Силлем                                                                        | 317       | 6     |
| Винтовка лёжа, 300 метров           | Эйлке Вюрман                                                                         | 312       | 8     |
| Винтовка лёжа, 300 метров           | Маркус Равенсваей                                                                    | 303       | 14    |
| Винтовка лёжа, 300 метров           | Солко ван дер Берг                                                                   | 292       | 20    |
| Винтовка лёжа, 300 метров           | Антониус Боувенс                                                                     | 278       | 26    |
| Винтовка с трёх позиций, 300 метров | Маркус Равенсваей                                                                    | 881       | 9     |
| Винтовка с трёх позиций, 300 метров | Эйлке Вюрман                                                                         | 876       | 14    |
| Винтовка с трёх позиций, 300 метров | Хенрик Силлем                                                                        | 847       | 18    |
| Винтовка с трёх позиций, 300 метров | Антониус Боувенс                                                                     | 812       | 25    |
| Винтовка с трёх позиций, 300 метров | Солко ван дер Берг                                                                   | 805       | 27    |
| Винтовка среди команд, 300 метров   | Маркус Равенсваей, Эйлке Вюрман, Хенрик Силлем, Антониус Боувенс, Солко ван дер Берг | 4221      | 5     |

### Стрельба из лука
Известно, что представители Нидерландов приняли участие в квалификационный соревнований по стрельбе из лука в классах Кордон доре и Шапеле, но их имена и результаты неизвестны.

### Фехтование
| Соревнование        | Спортсмены                | Первый раунд | Полуфинал | Финал     |           |
| Соревнование        | Спортсмены                | Место        | Место     | Место     |           |
| ------------------- | ------------------------- | ------------ | --------- | --------- | --------- |
| Шпага среди маэстро | Антониюс ван Ньивенхёйзен | 3-6          | не прошёл | не прошёл | не прошёл |